# Lycosa mahabaleshwarensis
Lycosa mahabaleshwarensis är en spindelart som beskrevs av Benoy Krishna Tikader och C.L. Malhotra 1980. Lycosa mahabaleshwarensis ingår i släktet Lycosa och familjen vargspindlar. Inga underarter finns listade i Catalogue of Life.